# 堀江町 (高雄市)

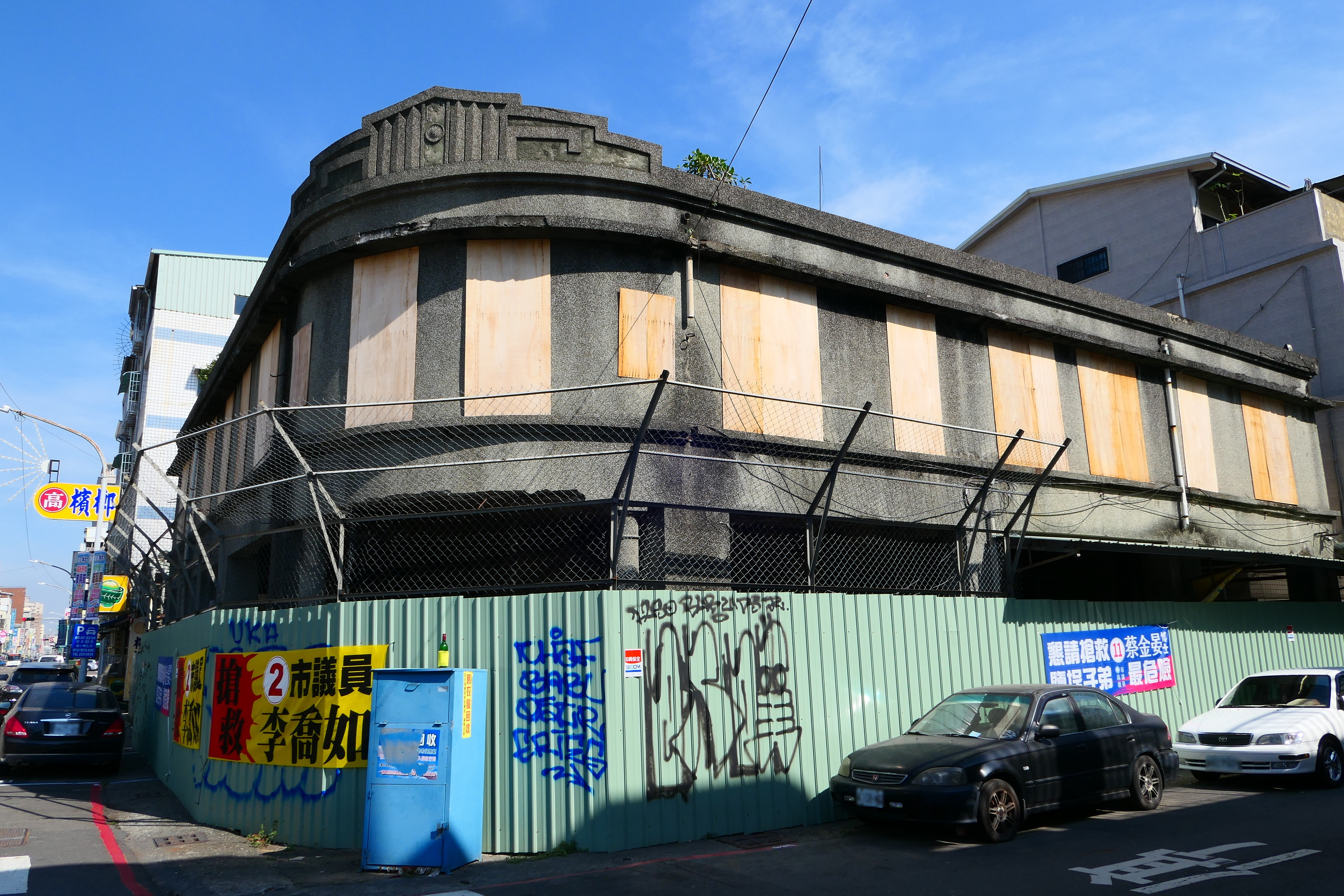
堀江町的帖佐外科醫院建物。現為高雄市歷史建築。

堀江町（日语：／ horiechō）是臺灣日治時期高雄市的行政區劃之一，為瀨南鹽場一帶填海造陸後於1915年所設的五個町區之一。該區位於今天的鹽埕區五福四路與大勇路交叉處西南、鹽埕國小一帶，約為鹽埕區江西、江南、港都、新豐等里，以及新化里西側所轄範圍。在1926年時的人口約有1523人。

## 町內設施
- 高雄第二小學校→堀江國民學校（現鹽埕國民小學）
- 真宗大谷派高雄別院 / 東本願寺（已不存，現高雄翰品）